# Ratla
Koordinaten: 58° 29′ N, 22° 50′ O

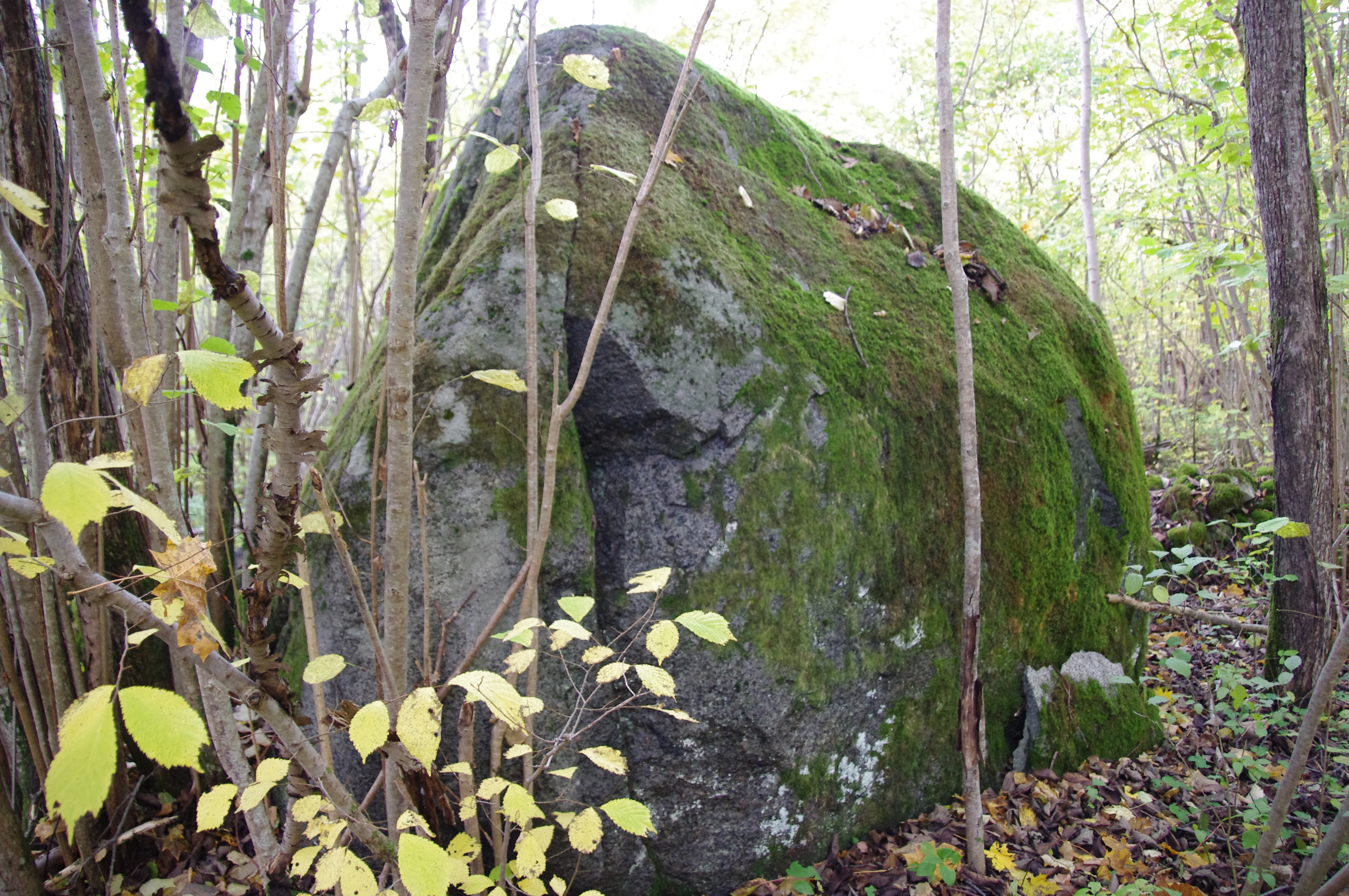
Opferstein von Ratla

Ratla (deutsch Rattjall) ist ein Dorf (estnisch küla) auf der größten estnischen Insel Saaremaa. Es gehört zur Landgemeinde Saaremaa (bis 2017: Landgemeinde Leisi) im Kreis Saare.
Das Dorf hat 54 Einwohner (Stand 31. Dezember 2011). Es liegt 33 Kilometer nordöstlich der Inselhauptstadt Kuressaare. Der Ort wurde erstmals 1442 urkundlich erwähnt. In Ratla wurde der estnische Schriftsteller Jaan Oks (1884–1918) geboren. Im Wald bei Ratla liegt ein großer Findling. Er diente vermutlich in früheren Zeiten als Opferstein.